# Suðuroyarfjørður

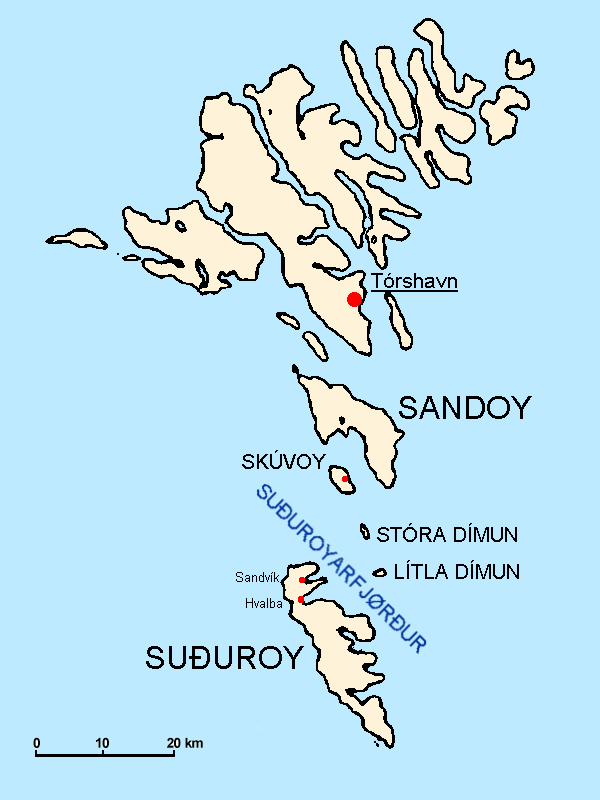
Breiteste Meerenge zwischen dem Nordatlantik und der Norwegischen See: Der Suðuroyarfjørður

Der Suðuroyarfjørður [ˈsuːɹjaɹˌfjøːɹʊɹ] ist eine natürliche Meerenge der Färöer zwischen den Inseln Suðuroy im Südwesten und Lítla Dímun, Stóra Dímun und Skúvoy im Nordosten. 
Der Suðuroyarfjørður hat seinen Namen von der Insel Suðuroy und bedeutet demnach „Südinselfjord“. Diese und andere Meerengen der Färöer sind die einzigen zwischen dem Nordatlantik im Westen und dem Europäischen Nordmeer im Osten, wobei der Suðuroyarfjørður die breiteste ist. 

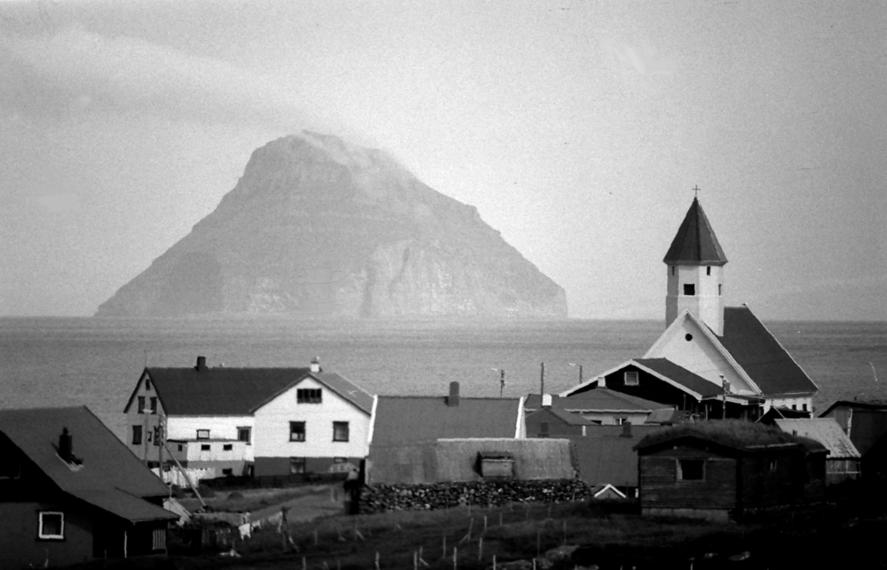
Blick über den Suðuroyarfjørður von Hvalba nach Lítla Dímun in etwa 12 km Entfernung

Zwei Ortschaften liegen am Suðuroyarfjørður: Sandvík und Hvalba (beide auf Suðuroy, der Südinsel).

## Geschichte
Der Färingersaga zufolge durchschwamm Sigmundur Brestisson im Spätherbst 1005 den Suðuroyarfjørður, um von Skúvoy nach Suðuroy zu flüchten. Auf der 15 Kilometer langen Distanz starben sein (nicht näher definierter, aber älterer) Verwandter Einar Suðringur und sein Cousin Tóri Beinirsson jeweils entkräftet auf seinen Schultern.

## Verkehr
Derzeit wird diese Wasserstraße mehrmals täglich von der Autofähre Smyril geschnitten, die östlich an Lítla Dímun vorbeifährt und Suðuroy mit der Hauptstadt Tórshavn verbindet. Daneben fliegt Atlantic Airways mit seinem Linienhelicopter regelmäßig über den Suðuroyarfjørður, um Stóra Dímun mit Suðuroy zu verbinden.

## Dialektgrenze
Der Suðuroyarfjørður bildet eine Isoglosse der färöischen Sprache und unterteilt die Südfjordsdialekte (südlich des Skopunarfjørður) in zwei weitere Hauptgruppen: 
1. Die Dialekte von Sandoy, Skúvoy und Stóra Dímun im Norden
2. Den Suðuroy-Dialekt im Süden.

Charakteristischstes Merkmal ist der Wegfall der färöischen Verschärfung südlich des Suðuroyarfjørðurs: ein Jógvan wird hier also nicht, wie sonst überall, ˈjɛgvan sondern ˈjɔgvan ausgesprochen. Auch gibt es auf Suðuroy Wörter und Formen, die nur dort vorkommen.

## Weblink
Koordinaten: 61° 37′ 8″ N, 6° 45′ 33″ W